# La hija oscura
La hija oscura (título original: The Lost Daughter) es una película dramática estadounidense-británico-israelí, escrita y dirigida por Maggie Gyllenhaal, basada en la novela del mismo nombre de Elena Ferrante, estrenada en 2021.
Está protagonizada por Olivia Colman, Jessie Buckley, Dakota Johnson, Peter Sarsgaard, Oliver Jackson-Cohen, Paul Mescal y Ed Harris.
Se estrenó mundialmente durante el 78.° Festival Internacional de Cine de Venecia el 3 de septiembre de 2021, donde Gyllenhaal ganó el premio Osella al Mejor Guion. Tuvo un estreno limitado en cines en los Estados Unidos el 17 de diciembre de 2021, antes de incorporarse en la plataforma de streaming Netflix el 31 de diciembre. La película recibió elogios de la crítica y tres nominaciones en la 94.ª edición de los Premios Óscar, incluyendo Mejor actriz para Colman, Mejor actriz de reparto para Buckley y Mejor guion adaptado.

## Argumento
Una mujer, durante unas vacaciones de verano, se obsesiona con otra mujer y su hija, lo que provoca que los recuerdos de su propia maternidad temprana vuelvan a desvelarla.
Leda pasa unos días de vacaciones junto al mar en los que reflexiona sobre lo que ha sucedido en su vida hasta llegar a la situación de verse sola en la playa. La trama gira en torno a la figura maternal de Leda, que habría sido madre muy joven, tras obsesionarse con Nina, también madre de una niña pequeña y en la que la protagonista ve exactamente las mismas fases por las que ella pasó hasta que tomó la drástica decisión que la habría llevado a verse como una mujer de 50 años, terca y solitaria.

## Elenco
- Olivia Colman como Leda Caruso
  - Jessie Buckley como Leda Caruso joven
- Dakota Johnson como Nina
- Peter Sarsgaard como el profesor Hardy
- Oliver Jackson-Cohen como Toni
- Paul Mescal como Will
- Ed Harris como Lyle
- Dagmara Domińczyk Callisto "Callie"
- Jack Farthing como Joe
- Alba Rohrwacher

## Producción
Maggie Gyllenhaal adquirió los derechos cinematográficos de la novela de Elena Ferrante en octubre de 2018, con Gyllenhaal en la escritura y la dirección de la adaptación.
En febrero de 2020, Olivia Colman, Jessie Buckley, Dakota Johnson y Peter Sarsgaard fueron elegidos para la película. En agosto se incorporó Paul Mescal. En octubre de 2020, Oliver Jackson-Cohen se unió al elenco. En noviembre de 2020, Ed Harris, Dagmara Domińczyk, Jack Farthing y Alba Rohrwacher fueron confirmados en el elenco de la película.
La fotografía principal comenzó en septiembre de 2020, durante la pandemia de COVID-19.

## Estreno
Su estreno mundial se realizó en el Festival de Cine de Venecia el 3 de septiembre de 2021. Antes, Netflix adquirió los derechos de distribución en varios países. También se proyectó en el Festival de Cine de Telluride el 4 de septiembre de 2021 y en el Festival de Cine de Nueva York el 29 de septiembre de 2021. Fue previsto se estrenó en Estados Unidos el 17 de diciembre de 2021, en un estreno limitado antes de su incorporación en la plataforma de streaming Netflix el 31 de diciembre de 2021.

## Recepción
Recibió reseñas generalmente positivas de parte de la crítica y de la audiencia. En el sitio web especializado Rotten Tomatoes, la película posee una aprobación de 94%, basada en 237 reseñas, con una calificación de 7.9/10 y con un consenso crítico que dice: «Un debut sorprendentemente asegurado para la escritora y directora Maggie Gyllenhaal, The Lost Daughter reúne a un elenco brillante al servicio de una historia audazmente ambiciosa.» De parte de la audiencia tiene una aprobación de 52%, basada en más de 1000 votos, con una calificación de 3.0/5.
El sitio web Metacritic le dio a la película una puntuación de 86 de 100, basada en 51 reseñas, indicando "aclamación universal". En el sitio IMDb los usuarios le asignaron una calificación de 6.7/10, sobre la base de 72 000 votos. En la página web FilmAffinity tiene una calificación de 6.4/10, basada en 5177 votos.

## Premios y nominaciones
| Premio                                                            | Fecha                    | Categoría                                                | Nominados                                                                       | Resultado | Ref.          |
| ----------------------------------------------------------------- | ------------------------ | -------------------------------------------------------- | ------------------------------------------------------------------------------- | --------- | ------------- |
| Festival Internacional de Cine de Venecia                         | 11 de septiembre de 2021 | León de Oro                                              | The Lost Daughter                                                               | Nominada  | [ 2 ]         |
| Festival Internacional de Cine de Venecia                         | 11 de septiembre de 2021 | Premio Osella                                            | Maggie Gyllenhaal                                                               | Ganadora  | [ 2 ]         |
| Premios Gotham                                                    | 29 de noviembre de 2021  | Mejor película                                           | Charles Dorfman, Maggie Gyllenhaal, Osnat Handelsman-Keren y Talia Kleinhendler | Ganadora  | [ 21 ] [ 22 ] |
| Premios Gotham                                                    | 29 de noviembre de 2021  | Premio Bingham Ray al Director Revelación                | Maggie Gyllenhaal                                                               | Ganadora  | [ 21 ] [ 22 ] |
| Premios Gotham                                                    | 29 de noviembre de 2021  | Mejor guion                                              | Maggie Gyllenhaal                                                               | Ganadora  | [ 21 ] [ 22 ] |
| Premios Gotham                                                    | 29 de noviembre de 2021  | Mejor interpretación principal                           | Olivia Colman                                                                   | Ganadora  | [ 21 ] [ 22 ] |
| Premios Gotham                                                    | 29 de noviembre de 2021  | Mejor interpretación de reparto                          | Jessie Buckley                                                                  | Nominada  | [ 21 ] [ 22 ] |
| Premios del Círculo de Críticos de Cine de Nueva York             | 3 de diciembre de 2021   | Mejor película debut                                     | The Lost Daughter                                                               | Ganadora  | [ 23 ]        |
| Washington D. C. Area Film Critics Association Awards             | 6 de diciembre de 2021   | Mejro actriz                                             | Olivia Colman                                                                   | Nominada  | [ 24 ]        |
| Críticos de Cine de Nueva York en Línea                           | 12 de diciembre de 2021  | Top 10 Películas de 2021                                 | The Lost Daughter                                                               | Ganadora  | [ 25 ]        |
| Boston Society of Film Critics Awards                             | 12 de diciembre de 2021  | Mejor actriz de reparto                                  | Jessie Buckley                                                                  | Ganadora  | [ 26 ]        |
| Boston Society of Film Critics Awards                             | 12 de diciembre de 2021  | Mejor cineasta nuevo                                     | Maggie Gyllenhaal                                                               | Ganadora  | [ 26 ]        |
| Premios de la Asociación de Críticos de Cine de Chicago           | 15 de diciembre de 2021  | Mejor actriz                                             | Olivia Colman                                                                   | Nominada  | [ 27 ]        |
| Premios de la Asociación de Críticos de Cine de Chicago           | 15 de diciembre de 2021  | Mejor actriz de reparto                                  | Jessie Buckley                                                                  | Nominada  | [ 27 ]        |
| Premios de la Asociación de Críticos de Cine de Chicago           | 15 de diciembre de 2021  | Mejor guion adaptado                                     | Maggie Gyllenhaal                                                               | Nominada  | [ 27 ]        |
| Premios de la Asociación de Críticos de Cine de Chicago           | 15 de diciembre de 2021  | Premil Milos Stehlik al Cineasta Revelación              | Maggie Gyllenhaal                                                               | Nominada  | [ 27 ]        |
| Asociación de Críticos de Cine de San Luis                        | 19 de diciembre de 2021  | Mejor actriz                                             | Olivia Colman                                                                   | Nominada  | [ 28 ]        |
| Asociación de Críticos de Cine de Dallas-Fort Worth               | 20 de diciembre de 2021  | Mejor película                                           | The Lost Daughter                                                               | Nominada  | [ 29 ]        |
| Asociación de Críticos de Cine de Dallas-Fort Worth               | 20 de diciembre de 2021  | Mejor actriz                                             | Olivia Colman                                                                   | Nominada  | [ 29 ]        |
| National Society of Film Critics                                  | 8 de enero de 2022       | Mejor actriz de reparto                                  | Jessie Buckley                                                                  | Nominada  | [ 30 ]        |
| Premios de la Alianza de Mujeres Periodistas de Cine              | Enero de 2022            | Mejor película                                           | The Lost Daughter                                                               | Nominada  | [ 31 ]        |
| Premios de la Alianza de Mujeres Periodistas de Cine              | Enero de 2022            | Mejor director                                           | Maggie Gyllenhaal                                                               | Nominada  | [ 31 ]        |
| Premios de la Alianza de Mujeres Periodistas de Cine              | Enero de 2022            | Mejor guion adaptado                                     | Maggie Gyllenhaal                                                               | Nominada  | [ 31 ]        |
| Premios de la Alianza de Mujeres Periodistas de Cine              | Enero de 2022            | Mejor directora                                          | Maggie Gyllenhaal                                                               | Nominada  | [ 31 ]        |
| Premios de la Alianza de Mujeres Periodistas de Cine              | Enero de 2022            | Mejor escritora                                          | Maggie Gyllenhaal                                                               | Nominada  | [ 31 ]        |
| Premios de la Alianza de Mujeres Periodistas de Cine              | Enero de 2022            | Mejor actriz                                             | Olivia Colman                                                                   | Ganadora  | [ 31 ]        |
| Premios de la Alianza de Mujeres Periodistas de Cine              | Enero de 2022            | Most Daring Performance Award                            | Olivia Colman                                                                   | Nominada  | [ 31 ]        |
| Premios de la Alianza de Mujeres Periodistas de Cine              | Enero de 2022            | Mejor actriz de reparto                                  | Jessie Buckley                                                                  | Nominada  | [ 31 ]        |
| Premios Globo de Oro                                              | 9 de enero de 2022       | Mejor director                                           | Maggie Gyllenhaal                                                               | Nominada  | [ 32 ]        |
| Premios Globo de Oro                                              | 9 de enero de 2022       | Mejor actriz - Drama                                     | Olivia Colman                                                                   | Nominada  | [ 32 ]        |
| San Diego Film Critics Society                                    | 10 de enero de 2022      | Mejor director                                           | Maggie Gyllenhaal                                                               | Nominada  | [ 33 ]        |
| San Diego Film Critics Society                                    | 10 de enero de 2022      | Mejor actriz                                             | Olivia Colman                                                                   | Nominada  | [ 33 ]        |
| Círculo de Críticos de Cine del Área de la Bahía de San Francisco | 10 de enero de 2022      | Mejor director                                           | Maggie Gyllenhaal                                                               | Nominada  | [ 34 ]        |
| Círculo de Críticos de Cine del Área de la Bahía de San Francisco | 10 de enero de 2022      | Mejor actriz                                             | Olivia Colman                                                                   | Nominada  | [ 34 ]        |
| Círculo de Críticos de Cine del Área de la Bahía de San Francisco | 10 de enero de 2022      | Mejor actriz de reparto                                  | Jessie Buckley                                                                  | Nominada  | [ 34 ]        |
| Círculo de Críticos de Cine del Área de la Bahía de San Francisco | 10 de enero de 2022      | Mrjir guion adaptado                                     | Maggie Gyllenhaal                                                               | Nominada  | [ 34 ]        |
| Asociación de Críticos de Cine de Austin                          | 11 de enero de 2022      | Mejor actriz                                             | Olivia Colman                                                                   | Nominada  | [ 35 ]        |
| Asociación de Críticos de Cine de Austin                          | 11 de enero de 2022      | Mejor película debut                                     | Maggie Gyllenhaal                                                               | Nominada  | [ 35 ]        |
| Toronto Film Critics Association                                  | 16 de enero de 2022      | Mejor actriz                                             | Olivia Colman                                                                   | Nominada  | [ 36 ]        |
| Toronto Film Critics Association                                  | 16 de enero de 2022      | Mejor actriz de reparto                                  | Jessie Buckley                                                                  | Ganadora  | [ 36 ]        |
| Toronto Film Critics Association                                  | 16 de enero de 2022      | Mejor película debut                                     | Maggie Gyllenhaal                                                               | Ganadora  | [ 36 ]        |
| Houston Film Critics Society Awards                               | 19 de enero de 2022      | Mejor actriz                                             | Olivia Colman                                                                   | Nominada  | [ 37 ]        |
| Houston Film Critics Society Awards                               | 19 de enero de 2022      | Mejor actriz de reparto                                  | Jessie Buckley                                                                  | Nominada  | [ 37 ]        |
| Sociedad de Críticos de Cine en Línea                             | 24 de enero de 2022      | Mejor actriz                                             | Olivia Colman                                                                   | Ganadora  | [ 38 ]        |
| Sociedad de Críticos de Cine en Línea                             | 24 de enero de 2022      | Mejor actriz de reparto                                  | Maggie Gyllenhaal                                                               | Nominada  | [ 38 ]        |
| Sociedad de Críticos de Cine en Línea                             | 24 de enero de 2022      | Mejor película debut                                     | Maggie Gyllenhaal                                                               | Ganadora  | [ 38 ]        |
| London Film Critics Circle Awards                                 | 6 de febrero de 2022     | Mejor película del año                                   | The Lost Daughter                                                               | Nominada  | [ 39 ]        |
| London Film Critics Circle Awards                                 | 6 de febrero de 2022     | Mejir actriz del año                                     | Olivia Colman                                                                   | Ganadora  | [ 39 ]        |
| London Film Critics Circle Awards                                 | 6 de febrero de 2022     | Mejor actriz británica/irlandesa del año                 | Olivia Colman                                                                   | Nominada  | [ 39 ]        |
| London Film Critics Circle Awards                                 | 6 de febrero de 2022     | Mejor actriz británica/irlandesa del año                 | Jessie Buckley                                                                  | Nominada  | [ 39 ]        |
| London Film Critics Circle Awards                                 | 6 de febrero de 2022     | Mejor actriz de reparto del año                          | Jessie Buckley                                                                  | Nominada  | [ 39 ]        |
| London Film Critics Circle Awards                                 | 6 de febrero de 2022     | Mejor guionista del año                                  | Maggie Gyllenhaal                                                               | Nominada  | [ 39 ]        |
| Premios de la Sociedad de Decoradores de Estados Unidos           | 22 de febrero de 2022    | Mejor decoración/diseño en una película contemporánea    | Christine-Athina Vlachos, Inbal Weinberg                                        | Pendiente | [ 40 ]        |
| USC Scripter Awards                                               | 26 de febrero de 2022    | Mejor guion adaptado en una película                     | Maggie Gyllenhaal                                                               | Pendiente | [ 41 ]        |
| Premios del Sindicato de Actores                                  | 27 de febrero de 2022    | Mejor actriz                                             | Olivia Colman                                                                   | Pendiente | [ 42 ]        |
| Art Directors Guild Awards                                        | 5 de marzo marzo 2022    | Mejor diseño de producción en una película contemporánea | Inbal Weinberg                                                                  | Pendiente | [ 43 ]        |
| Premios Independent Spirit                                        | 6 de marzo de 2022       | Mejor película                                           | Charles Dorfman, Maggie Gyllenhaal, Osnat Handelsman-Keren y Talia Kleinhendler | Pendiente | [ 44 ]        |
| Premios Independent Spirit                                        | 6 de marzo de 2022       | Mejor director                                           | Maggie Gyllenhaal                                                               | Pendiente | [ 44 ]        |
| Premios Independent Spirit                                        | 6 de marzo de 2022       | Mejor guion                                              | Maggie Gyllenhaal                                                               | Pendiente | [ 44 ]        |
| Premios Independent Spirit                                        | 6 de marzo de 2022       | Mejor actriz de reparto                                  | Jessie Buckley                                                                  | Pendiente | [ 44 ]        |
| Premios de la Crítica Cinematográfica                             | 13 de marzo de 2022      | Mejor actriz                                             | Olivia Colman                                                                   | Pendiente | [ 45 ]        |
| Premios de la Crítica Cinematográfica                             | 13 de marzo de 2022      | Mejor guion adaptado                                     | Maggie Gyllenhaal                                                               | Pendiente | [ 45 ]        |
| Premios BAFTA                                                     | 13 de marzo de 2022      | Mejor actriz de reparto                                  | Jessie Buckley                                                                  | Nominada  | [ 46 ]        |
| Premios BAFTA                                                     | 13 de marzo de 2022      | Mejor guion adaptado                                     | Maggie Gyllenhaal                                                               | Pendiente | [ 46 ]        |
| Artios Awards                                                     | 17 de marzo de 2022      | Mejor casting - Estudio o independiente (Drama)          | Kahleen Crawford                                                                | Pendiente | [ 47 ]        |
| Premios Satellite                                                 | 18 de marzo de 2022      | Mejor película dramática                                 | The Lost Daughter                                                               | Pendiente | [ 48 ]        |
| Premios Satellite                                                 | 18 de marzo de 2022      | Mejor actriz dramática                                   | Olivia Colman                                                                   | Pendiente | [ 48 ]        |
| Premios Satellite                                                 | 18 de marzo de 2022      | Mejor guion adaptado                                     | Maggie Gyllenhaal                                                               | Pendiente | [ 48 ]        |
| Premios Óscar                                                     | 27 de marzo de 2022      | Mejor actriz                                             | Olivia Colman                                                                   | Nominada  | [ 49 ] [ 4 ]  |
| Premios Óscar                                                     | 27 de marzo de 2022      | Mejor actriz de reparto                                  | Jessie Buckley                                                                  | Nominada  | [ 49 ] [ 4 ]  |
| Premios Óscar                                                     | 27 de marzo de 2022      | Mejor guion adaptado                                     | Maggie Gyllenhaal                                                               | Nominada  | [ 49 ] [ 4 ]  |